# Rue Gaspard-André
La rue Gaspard-André est une rue du quartier de Bellecour située sur la presqu'île dans le 2e arrondissement de Lyon, en France.

## Situation et accès
La rue commence quai des Célestins et se termine place des Célestins. La rue est en zone 30 avec une circulation dans le sens de la numérotation. Le stationnement se fait dans le parking souterrain Célestins de Lyon Parc Auto.

## Origine du nom
Gaspard André (1840-1896) est un architecte né à Lyon. Parmi ses créations, on peut citer le théâtre des Célestins, l'église Saint-Joseph des Brotteaux ou le grand Temple de Lyon.

## Histoire
En 1312, l'ordre du Temple est supprimé et leurs biens donnés à l'ordre de Saint-Jean de Jérusalem à Rhodes. Ces derniers font un échange de terre avec Amédée V de Savoie qui récupère le tènement de Lyon. En 1407, Amédée VIII cède ses terrains à l'ordre des Célestins pour qu'ils construisent un couvent. L'ordre des Célestins est lui aussi supprimé en 1778 et leurs biens reviennent à Victor-Amédée III qui vend l'ensemble à un monsieur Devougequi fait percer des rues sur le tènement des Célestins. Une de ces rues prend le nom de rue des Célestins.
La rue prend son nom actuel par décision du conseil municipal du 25 mars 1918,.